# Helhornskniv

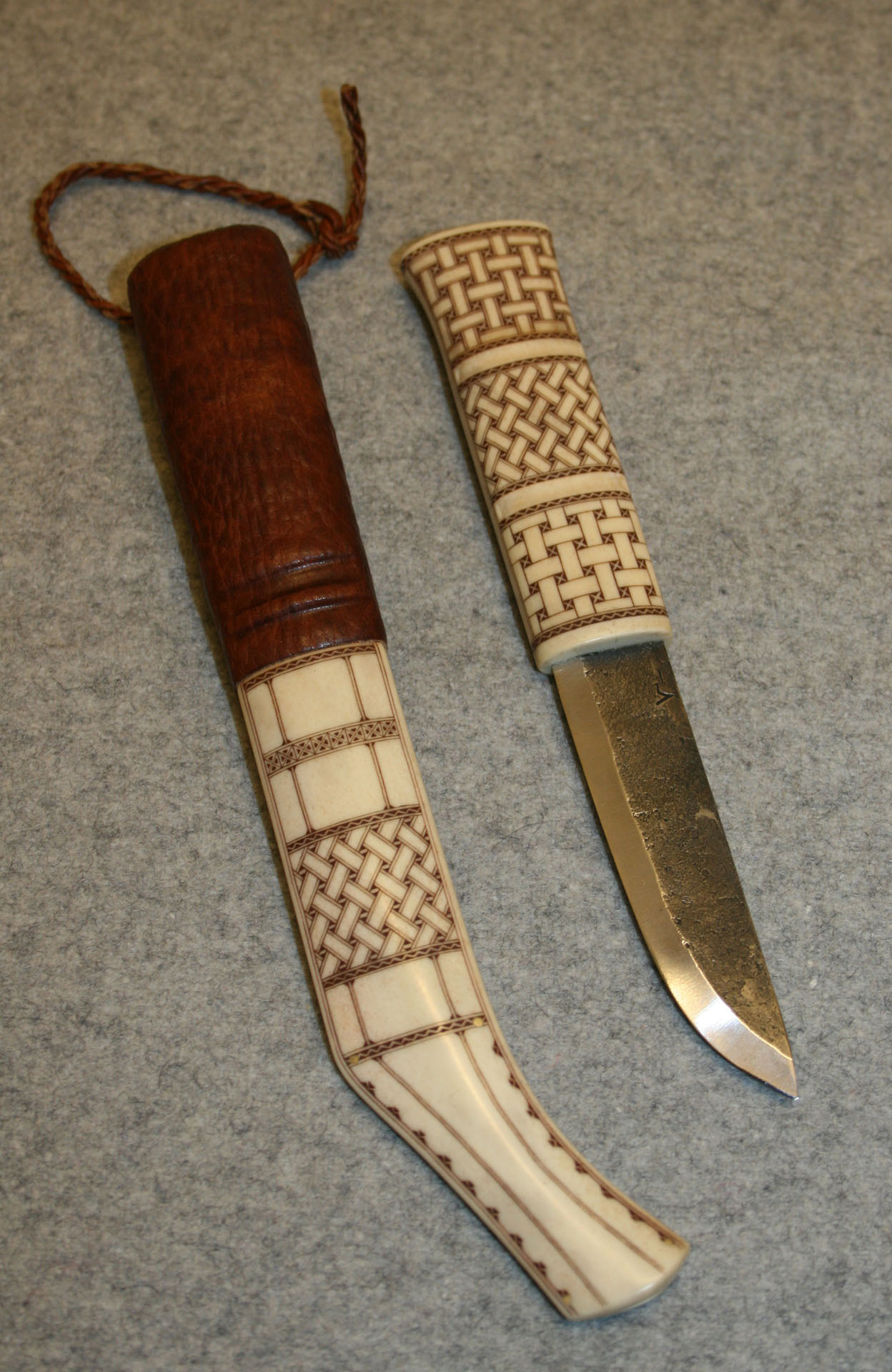
Sydsamisk halvhornskniv

Helhornskniv är en finare smyckeskniv eller dräktkniv framställd utifrån samisk tradition. Greppet och slidan tillverkad av renhorn eller älghorn.